# Bjärtrå distrikt
Bjärtrå distrikt är ett distrikt i Kramfors kommun och Västernorrlands län. Distriktet ligger omkring Lugnvik i södra Ångermanland. 

## Tidigare administrativ tillhörighet
Distriktet inrättades 2016 och utgörs av socknen Bjärtrå i Kramfors kommun.
Området motsvarar den omfattning Bjärtrå församling hade 1999/2000.

## Tätorter och småorter
I Bjärtrå distrikt finns tre tätorter och tre småorter.

### Tätorter
- Klockestrand (del av)
- Lugnvik
- Sandslån (del av)

### Småorter
- Köja och Nyhamn
- Lugnvik östra
- Strinne